# 东月湖
东月湖（藏語：ཏུང་དབྱུའེ་མཚོ།，威利转写：tung dbyu'e mtsho，THL：Tungyué Tso）位于中国西藏自治区那曲市双湖县境内，地处双湖县中部，多格错仁东南2.5公里。湖面海拔4847米，面积28平方公里。湖区气候干寒，年均气温-6℃左右，年均降水量150～200毫米。湖水主要靠时令河与泉水补给。集水区面积467平方公里。湖水中富含钾。